# Уборевич, Иероним Петрович
Иерони́м Петро́вич Уборе́вич (лит. Jeronimas Uborevičius; 2 [14] января 1896, д. Антандрия Ковенской губернии — 12 июня 1937, Москва) — советский военный и политический деятель, командарм 1-го ранга (1935). Расстрелян по «делу Тухачевского» (1937). Посмертно реабилитирован в 1957 году.

## Биография

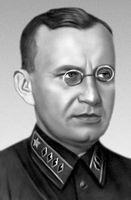
Портрет

Родился в деревне Антандрия в Ковенской губернии (ныне в Утенском районе Литвы) в многодетной семье литовского крестьянина Петра Уборевича (Пятраса Уборевичюса). В детстве испытал нужду, батрачил, работал пастушком. Окончил 3 класса сельской школы в соседнем городке Дусяты. В 1909—1914 годах учился в реальном училище города Двинска (ныне Даугавпилс в Латвии), которое окончил с золотой медалью. Зарабатывал на жизнь частными уроками, затем вернулся в деревню и работал в хозяйстве отца.
Студент механического факультета Петроградского политехнического института (с сентября 1915 года). Был зачислен по личному желанию в Русскую императорскую армию в ноябре 1915 года. Весной 1916 года окончил Константиновское артиллерийское училище по 1-му разряду, в звании прапорщика направлен на фронт младшим офицером 15-го тяжёлого артиллерийского дивизиона, участвовал в боях Первой мировой войны. В 1917 году дивизион воевал на Румынском фронте.
Член РСДРП(б) с марта 1917 года. В январе-феврале 1918 года — командир отряда Красной Гвардии в Бессарабии, воевал против румынских и австро-германских войск. В феврале 1918 года в бою с частями германской армии был ранен и взят в плен, в июле бежал.

### Гражданская война
С августа 1918 года — на Северном фронте. Служил инструктором артиллерии, с 4 сентября 1918 года — командиром Котласской гаубичной тяжёлой батареи, с 23 сентября — командиром Двинской стрелковой бригады. За бои 10—15 октября 1918 года, когда было нанесено тяжёлое поражение белым войскам у деревень Селецкая и Городецкая, награждён орденом Красного Знамени (1919). В ноябре 1918 года Уборевича вызвали в штаб фронта, где он подверг критике командующего фронтом В. М. Гиттиса за отрыв от войск и неудовлетворительную организацию обороны фронта, при этом предложил свой проект организации обороны. Уборевича поддержали члены Реввоенсовета фронта Н. Н. Кузьмин и Р. С. Землячка, его предложения были приняты, а вскоре, 1 декабря 1918 года, он был назначен начальником 18-й стрелковой дивизии. В марте-мае 1919 года, командуя 18-й стрелковой дивизией, принимал участие в наступлении против войск англичан и белой гвардии на архангельском направлении.

#### Борьба с Добровольческой армией
С 11 октября 1919 года 23-летний Уборевич командовал 14-й армией Южного фронта во время наступления Добровольческой армии на Москву, однако, реальное управление красными войсками осуществляли бывшие офицеры Русской императорской армии. С середины октября по конец ноября развернулось генеральное сражение. Силам красных (Ударная группа, 13-я и 14-я армии) противостоял 1-й армейский корпус Добровольческой армии. В ходе 39-дневного сражения в несколько раз превосходившая противника группировка красных остановила продвижение добровольцев на Москву, вынудив их начать отступление на юг. При этом красные активно использовали манёвр, в том числе и кавалерийской дивизией Примакова. Без оперативной паузы 14-я армия начала Харьковскую наступательную операцию, в ходе которой также активно применялись охваты с фланга и манёвр кавалерией. 11 декабря 1919 года 14-я армия взяла Полтаву, а 12 декабря — Харьков. В ходе Донбасской операции, проводившейся с 18 декабря, войска 14-й армии отсекли левофланговую группировку Добровольческой армии, изолировали её от главных сил и нанесли ей поражение. 14-я армия взяла Екатеринослав, Мариуполь и Бердянск, в результате чего Добровольческая армия была рассечена на две части, одна из которых отходила в Крым, а другая — на Северный Кавказ. Продолжая командовать 14-й армией в составе Юго-Западного фронта, добился выполнения поставленных перед ним в Одесской операции задач, несмотря на некоторое численное превосходство сил противника, и с 18 января по 8 февраля 1920 года армия взяла Кривой Рог, Херсон, Николаев, Одессу.
29 февраля 1920 года был назначен командующим 9-й армией Кавказского фронта (командующий М. Н. Тухачевский) и принимал участие в окончательном разгроме Добровольческой армии Деникина на Кубани. 17 марта 9-я армия штурмом взяла Екатеринодар. 24-летний командарм Уборевич награждён Почётным революционным оружием за умелое руководство войсками, личный героизм и мужество. 27 марта дивизии 9-й армии взяли Новороссийск, сорвав организованную эвакуацию белых сил в Крым.
Во время Орловско-Кромской операции членом Реввоенсовета 14-й Армии был Г. К. Орджоникидзе, с которым командарма впоследствии связывала крепкая и многолетняя дружба. Орджоникидзе покровительствовал Уборевичу на самом верху пирамиды власти.

#### Польская кампания
В польской кампании 1920 года Уборевич командовал 14-й армией Юго-Западного фронта, которая, участвуя в июньском контрнаступлении фронта, освобождает от поляков Винницу, Жмеринку, Могилёв-Подольский.

#### Борьба против Врангеля
После поражения 13-й армии Юго-Западного фронта силами Русской армии генерала Врангеля в июле 1920 года командующим этой армией назначен Уборевич. В июле армия отбила наступление Дроздовской и Марковской пехотных дивизий на Александровск, в августе заняла Каховский плацдарм в 60 км от Перекопа, угрожавший левому флангу белой армии. В ходе сентябрьского наступления Русская армия разгромила 13-ю армию Уборевича и создала угрозу Екатеринославу. От полного разгрома армию спасла начавшаяся операция Русской армии на западном берегу Днепра, куда были переброшены все резервы. Несмотря на поражения за руководство войсками 13-й армии Уборевич был награждён 2-м орденом Красного Знамени.

#### Красный террор
В ноябре-декабре 1920 года — командующий 14-й армией Юго-Западного фронта, в январе-апреле 1921 года — помощник (заместитель) командующего Вооружёнными Силами Украины и Крыма М. В. Фрунзе. В апреле-мае 1921 года Уборевич — заместитель командующего войсками Тамбовского района Тухачевского при подавлении Крестьянского восстания на Тамбовщине, затем командующий войсками Минской губернии при подавлении крестьянских выступлений в Белоруссии.

#### Сибирь и Дальний Восток
В августе 1921 — августе 1922 года — командующий 5-й Отдельной армией и войсками Восточно-Сибирского военного округа. С 17 августа 1922 года председатель Военного Совета, военный министр Дальневосточной Республики и главнокомандующий Народно-революционной армии и флота ДВР. Под его командованием НРА 9 октября взяла штурмом Спасский укреплённый район и 25 октября вошла во Владивосток. 22 ноября 1922 года с упразднением ДВР НРА была переименована в 5-ю Краснознамённую армию, а Уборевич назначен её командармом (до июня 1924 года).

### Послевоенный период

#### Карьера

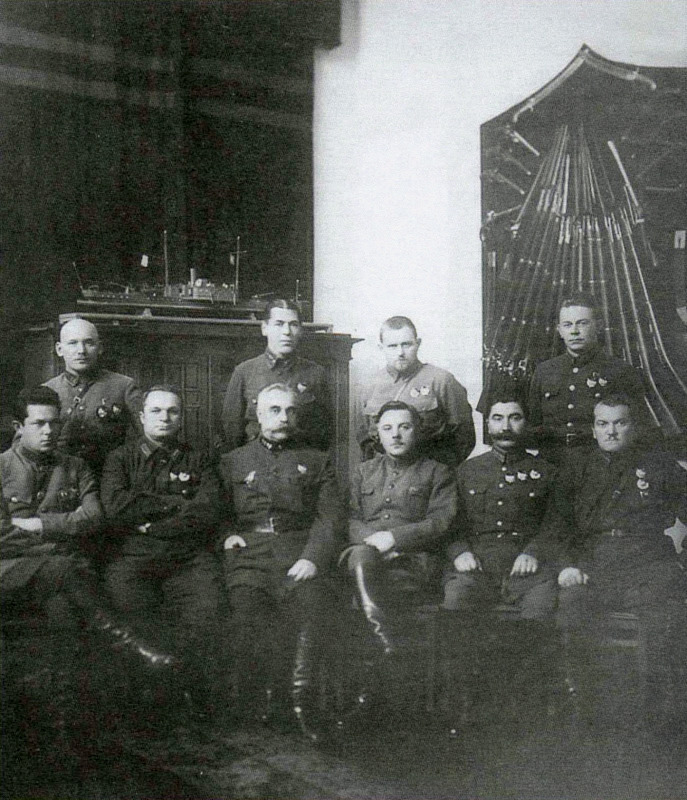
Члены Реввоенсовета СССР. Первый ряд (слева направо): И. Э. Якир, А. И. Егоров, С. С. Каменев, К. Е. Ворошилов, С. М. Будённый, М. К. Левандовский; второй ряд (стоят): К. А. Авксентьевский, Б. М. Шапошников, И. П. Белов, И. П. Уборевич. Декабрь 1927

Приказом РВС (№ 1539, 1922 г.) Уборевич наряду с А. И. Егоровым, М. Н. Тухачевским и М. В. Фрунзе был причислен к Генеральному штабу, хотя, как и все перечисленные военачальники, не имел высшего военного образования. Среди этой четвёрки он был самым молодым.
С июня 1924 года по январь 1925 года — начальник штаба и заместитель командующего войсками Украинского военного округа. С февраля 1925 года по ноябрь 1927 года — командующий войсками Северо-Кавказского военного округа. С октября 1926 года он состоял членом Постоянного военного совещания при РВС СССР, со 2 июня 1930 года — заместителем председателя Реввоенсовета СССР, с 11 июня 1931 года — членом Реввоенсовета СССР до его упразднения 20 июня 1934 года.

#### Стажировка в Германии
В 1927—1928 годах 13 месяцев находился в командировке в Германии, в ходе которой прошёл обучение на третьем курсе военной академии, а также участвовал в полевых поездках и манёврах рейхсвера. Срок его стажировки превышал сроки для других комкоров, обычно составлявшие от 4 недель до 4 месяцев. Перед отправкой на стажировку 4 ноября 1927 года Уборевича единственного из всех командированных принял Сталин, что трактуется как знак особого внимания к молодому командарму и его перспективу стать главой РККА. Ворошилов в письме к Уборевичу в декабре 1927 года предостерегал его «максимально использовать время в учебных целях», «демонстрировать немцам облик нашего командира-коммуниста, работящего, скромного, бережливого, непритязательного, чуждающегося буржуазных обычаев, всяких банкетов и т. д.», а от ведения переговоров с немцами, «по возможности, уклониться».
Как свидетельствовал советский полпред в Германии Н. Н. Крестинский, «товарищам, особенно Уборевичу, в рейхсвере были открыты почти все двери, за исключением лишь абсолютно секретных вещей». К командарму «немцы относились с особой симпатией, они показали ему ещё больше, чем другим».
Изучая в Германии основные вопросы подготовки армии мирного времени, Уборевич пришёл к выводу о необходимости перейти на более совершенные способы боевой подготовки армии с использованием немецких технических достижений.

#### На высших постах
С ноября 1928 по ноябрь 1929 года он — командующий войсками Московского военного округа.
С ноября 1929 года по июнь 1931 года — начальник вооружений РККА, с июня 1930 года одновременно заместитель Наркома по военным и морским делам СССР — заместитель Председателя РВС СССР. Во время отсутствия К. Е. Ворошилова Уборевич даже выполняет обязанности наркома. Пользуется доверием руководства страны и по личной рекомендации И. В. Сталина становится кандидатом в члены ЦК ВКП(б) в 1930 году на XVI съезде ВКП(б).
В 1930 году он вновь выезжал в Германию для ознакомления с германскими военными заводами. Выступал за сближение с Германией и даже за новый совместный раздел Польши.
В качестве начальника вооружения пытался переоснастить РККА по немецкому образцу и писал Орджоникидзе: «Я работал, как никогда в жизни, без выходных дней, ночами, очищая невероятную заваль и запущенность. Я знаю, … что много было сделано, очень много ошибок. Оправданием мне служит одно — я чертовски боялся войны в 1930 и 1931 годах, видя нашу неподготовленность. Я торопился. Когда торопишься, делаешь ошибки чаще». По сути, со своей работой Уборевич не справился: при плановом задании на 1929—1930 годы по вводу танков в 340 штук было введено в войска всего 170 штук, по самолётам вместо 1231 введено 899 (в основном разведывательные самолёты, отчасти истребители и очень мало бомбардировщиков). Не выполнялись задания по изготовлению боеприпасов, особенно артиллерийских.
С июня 1931 года по 20 мая 1937 года — командующий войсками Белорусского военного округа. С января 1932 года являлся членом Бюро ЦК КП(б) Белоруссии.
Со введением в РККА персональных воинских званий 20 ноября 1935 года Уборевичу было присвоено звание командарм 1-го ранга, что соответствует современному званию генерала армии, однако этим званием Уборевич был недоволен, считая, что достоин маршальского наряду с Будённым и Блюхером.
В 1936 году по плану Генерального штаба и под руководством Уборевича в Белоруссии с целью демонстрации мощи РККА были проведены грандиозные военные манёвры, которые должны были показать силу и мощь Красной Армии представителям западных держав, на сотрудничество с которыми в предстоящей войне СССР очень рассчитывал. Историк А. Смирнов назвал эти учения «пародией на настоящую войну», поскольку командиры всех задействованных частей смогли ознакомиться и с районом, в котором им предстоит «воевать», и с «планом розыгрыша операции». Принять все решения, составить все документы их тоже обязали заранее. Таким образом, помочь командирам и штабам РККА ориентироваться в реальной боевой обстановке учения не помогли, хотя на них были потрачены огромные ресурсы, участвовало 85 тыс. человек.
Технически белорусские манёвры 1936 года были шагом назад в сравнении с Киевскими манёврами 1935 года: парашютисты прыгали без оружия, а после приземления искали сброшенные отдельно собственные винтовки и пулемёты, которые не были обезличены, потратив на это целый час времени. К. Е. Ворошилов признался на Военном совете 19 октября 1936 года: «Мы больше занимаем иностранцев, как, например, в БВО, где гостей ради мы заставили т. Уборевича выбросить десант совсем не там, где следовало бы, и не так, как нужно было бы. И всё только для того, чтобы товар лицом показать, мало считаясь с поучительностью этих действий для войск». Ответственность за проведение таких срежиссированных манёвров Ворошилов взял на себя, заявив 4 июня 1937 года на Военном совете при наркоме обороны: «Я разрешил провести такое репетированное учение, а потом показать иностранцам – итальянцам, англичанам, французам. Это была моя установка и установка начальника Генерального штаба».
47-я авиадесантная бригада под руководством комбрига Ф. Ф. Кармалюка продемонстрировала «слабую» тактическую выучку. Тот её батальон, за действиями которого наблюдал начальник Управления боевой подготовки РККА командарм 2 ранга А. И. Седякин, вообще оказался «почти не сколочен и тактически не обучен». Отсутствие выучки, продемонстрированное годом ранее на учениях в Киевском военном округе, проявилось и в Белоруссии: сброшенные с самолётов десантники повели огульное безостановочное — без перебежек, без залеганий, без окапывания, без подготовки броска вперёд огнём — наступление на пулемёты противника, шокировав специалистов-наблюдателей. Что и признал К. Е. Ворошилов 15 октября и 19 октября 1936 года на Военном совете: «У нас пока что дело сводится к одному: прыгай, ребята, а там видно будет».

### Арест и казнь
Уборевич принадлежал к группе высших советских военачальников, отрицательно оценивавших деятельность Ворошилова на посту наркома обороны. В эту группу входили Тухачевский, Якир и Гамарник. Они считали, что в условиях подготовки СССР к большой войне некомпетентность Ворошилова отрицательно сказывается на процессе технической и структурной модернизации Красной армии. Начиная большую чистку в партии, органах безопасности и армии, Сталин принял сторону абсолютно лояльного ему Ворошилова.
В августе 1936 года прошёл первый московский процесс против «оппозиции», тогда же последовали аресты комкоров В. М. Примакова и В. К. Путны. Февральско-мартовский пленум ЦК ВКП(б) 1937 года идеологически обосновал развёртывание репрессий во всём обществе, в апреле НКВД получил на допросах показания о сговоре Тухачевского, Уборевича, Корка, Шапошникова с Ягодой.
20 мая 1937 года Уборевич был назначен командующим войсками Среднеазиатского военного округа, 29 мая его арестовали по дороге в Москву. Опросом членов ЦК ВКП(б) 30 мая — 1 июня 1937 года Уборевич был исключён из состава кандидатов в члены ЦК ВКП(б).
30 мая Уборевич категорически отрицал своё участие в контрреволюционных организациях. Бывший сотрудник Особого отдела НКВД СССР Авсеевич показал: «В мае месяце 1937 г. на одном из совещаний пом. нач. отдела Ушаков доложил Леплевскому, что Уборевич не хочет давать показаний, Леплевский приказал на совещании Ушакову применить к Уборевичу физические методы воздействия».
Вскоре после этого Уборевич подписал протокол допроса с признанием своей вины.
5 июня из большой группы арестованных военачальников восьмерых объединили в одно групповое дело. 7 июня был утверждён текст обвинительного заключения по делу о «военно-фашистском заговоре». Накануне процесса арестованные вызывались к Леплевскому, который говорил, что судьба их будет зависеть от их поведения на суде. 10 июня для рассмотрения дела было образовано Специальное судебное присутствие Верховного суда СССР. Его председатель сообщил, что имеются указания Сталина о применении ко всем подсудимым высшей меры наказания — расстрела. 11 июня дело было рассмотрено в порядке, установленном законом от 1 декабря 1934 года, то есть в закрытом судебном заседании без присутствия защитников и без права обжалования приговора. В протоколе суда не приводятся какие-либо факты, подтверждающие предъявленные обвинения в шпионаже, заговоре и подготовке террористических актов. Как вредительство со стороны Тухачевского, Уборевича и Якира расценивались их выступления за ускоренное формирование механизированных соединений за счёт кавалерии. При этом Тухачевский в своём отчёте указал на просчёты Уборевича в ходе военной игры в январе 1937 года, когда тот неверно спланировал действия главных сил Белорусского фронта в обоих вариантах наступления и подставил их под фланговые удары. При этом он поддержал командарма в критике слабости моторизованных сил РККА: «Необходимо иметь постоянные мотодивизии, учиться вводу их в бой, регулировке движения и т. п. моментам, которых не знают общевойсковые командиры. В отношении автотранспорта основное преимущество немцев заключается в том, что они имеют постоянно существующую организацию фашистского автомобильного корпуса. Этот корпус по несколько раз в год тренируется в массовых перебросках войск и фашистских организаций на далёкие расстояния».

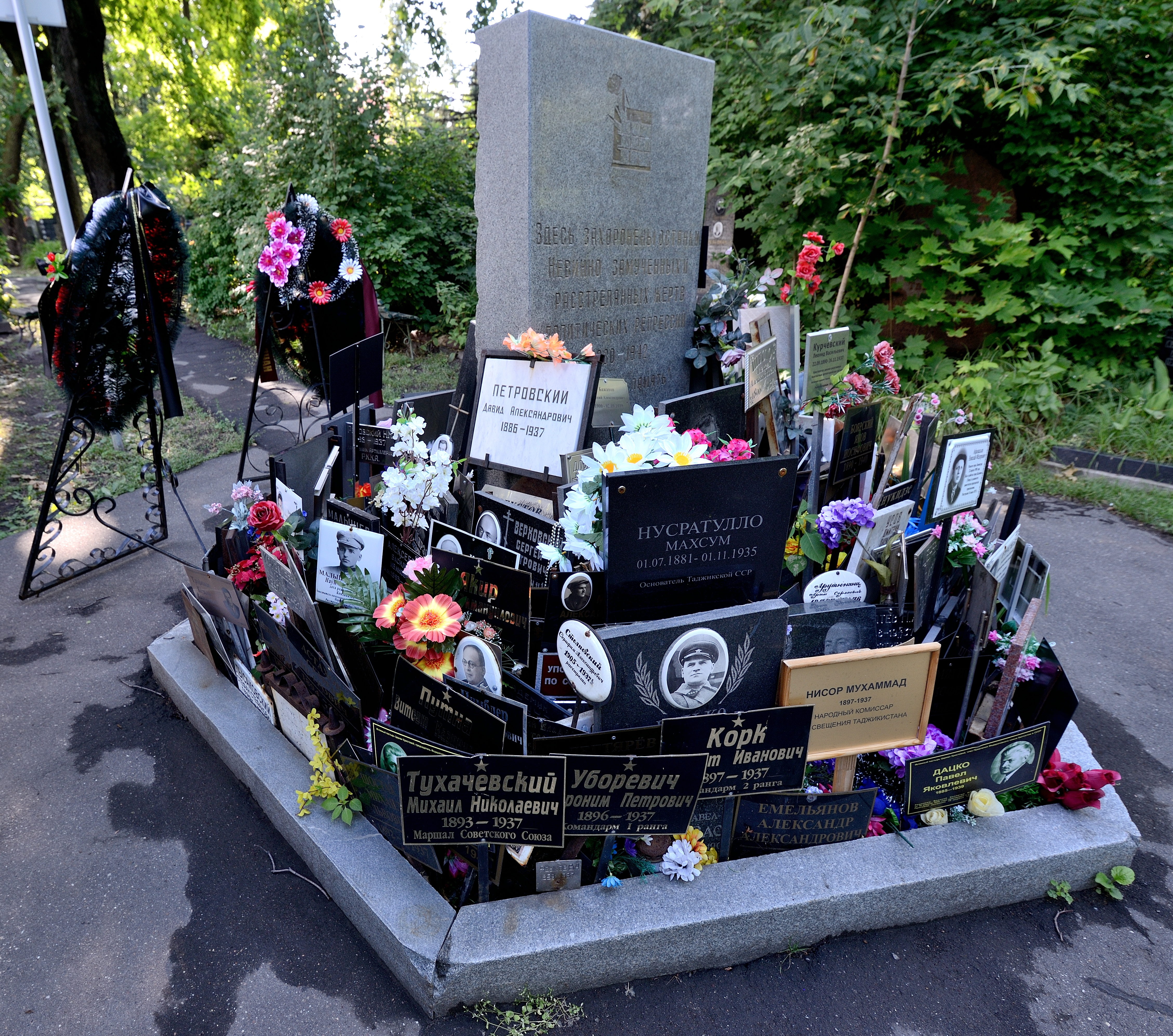
Могила номер 1 на Новом Донском кладбище (невостребованных прахов)

В тот же день в 23:35 к смертной казни были приговорены Маршал Советского Союза М. Н. Тухачевский, командармы 1-го ранга И. П. Уборевич, И. Э. Якир, командарм 2-го ранга А. И. Корк, и др. В ночь на 12 июня Ульрих подписал предписание коменданту Военной коллегии Игнатьеву немедленно привести приговор в исполнение. Акт о расстреле был подписан присутствовавшими при исполнении приговора Вышинским, Ульрихом и другими. Тела были сожжены в крематории Донского монастыря.
Определением Военной коллегии Верховного суда от 31 января 1957 года все они были реабилитированы.
Была репрессирована жена Нина Владимировна (арестована как ЧСИР, расстреляна в октябре 1941, реабилитирована в 1957). Дочь Владимира (14 февраля 1924 — 21 февраля 2020) в 1937—1941 годах воспитывалась в детдоме, в 1944 году осуждена на пять лет лагерей, досрочно освобождена по амнистии 1947 году, реабилитирована в 1955 году.

## Адрес
Москва, Большой Ржевский переулок, дом 11 («Дом военных»).

## Воинские чины и звания
- Прапорщик — 14.05.1916
- Подпоручик — 1917
- Командарм 1-го ранга — 20.11.1935[18]

## Награды
- Три ордена Красного Знамени (1919, 21.11.1920, 30.10.1922).
- Почётное революционное оружие (1920).

## Оценки и мнения
Маршал Советского Союза Г. К. Жуков:

Это был настоящий советский военачальник, в совершенстве освоивший оперативно-тактическое искусство. Он был в полном смысле слова военный человек. Внешний вид, умение держаться, способность коротко излагать свои мысли, всё говорило о том, что И. П. Уборевич незаурядный военный руководитель. В войсках он появлялся тогда, когда его меньше всего ждали. Каждый его приезд обычно начинался с подъёма частей по боевой тревоге и завершался тактическим учениями или командирской учёбой.

Лучшим командующим округом был командарм 1-го ранга И. П. Уборевич. Никто из командующих не дал так много в оперативно-тактической подготовке командирам и штабам соединений, как И. П. Уборевич и штаб округа под его руководством.

После ареста командующих войсками округа И. П. Уборевича и И. П. Белова учебная подготовка высшего командного состава в округе резко снизилась.

Уборевич больше занимался вопросами оперативного искусства и тактикой. Он был большим знатоком и того и другого и непревзойдённым воспитателем войск.

Уборевич был бесподобным воспитателем, внимательно наблюдавшим за людьми и знавшим их, требовательным, строгим, великолепно умевшим разъяснить тебе твои ошибки. Очевидность их становилась ясной уже после трёх-четырёх его фраз. Его строгости боялись, хотя он не был ни резок, ни груб. Но он умел так быстро и так точно показать тебе и другим твои ошибки, твою неправоту в том или ином вопросе, что это держало людей в напряжении.
Маршал Советского Союза И. С. Конев:
Самым крупным военным деятелем из числа всех погибших И. С. Конев считает Уборевича, оценивает его чрезвычайно высоко. Высоко оценивает его опыт в период гражданской войны. Высоко оценивает его как командующего округом, как человека, прекрасно знавшего войска, пристально и умело занимавшегося боевой подготовкой, умевшего смотреть вперёд и воспитывать кадры. Плюс ко всему сказанному, по мнению И. С. Конева, Уборевич был человеком с незаурядным военным дарованием, в его лице наша армия понесла самую тяжёлую потерю, ибо этот человек мог и успешно командовать фронтом, и вообще быть на одной из ведущих ролей в армии во время войны.
Маршал Советского Союза К. А. Мерецков:

Я проработал вместе с ним около пяти лет, и годы эти — целый новый период в моей службе. Не скажу, что только я один находился под его влиянием. Всё, сделанное Уборевичем: воспитанные, выращенные и обученные им командиры разных рангов; его методы работы; всё, что он дал нашей армии, — в совокупности не может быть охарактеризовано иначе, как оригинальная красная военная школа, плодотворная и поучительная. Ни один военачальник …не дал мне так много, как Иероним Петрович.— 

Один из способнейших организаторов боевой подготовки войск. На протяжении многих лет военно-теоретические работы Уборевича являлись ценными пособиями для командного и начальствующего состава всей Красной Армии. Его интересное и богатое творческое наследие заслуживает самого пристального внимания.

Уборевич с большим мастерством проводил командно-штабные игры, учения, руководил полевыми поездками и другими занятиями. Он неизменно добивался большой динамичности в ходе игры, создавал сложные и интересные моменты в обстановке, максимально приближая игру к условиям военного времени. Занятия всегда проходили поучительно, с теми неувязками и с той нагрузкой, которые характерны для жизни, для боевой обстановки. Поэтому на них неизменно можно было встретить поучительные примеры.

Уборевич был чрезвычайно требователен к себе и к подчинённым, в суждениях — принципиален, в работе — точен. Свои действия и поступки он рассчитывал буквально до минуты. Такой же точности в работе требовал и от подчинённых.

Иероним Петрович был высокообразованным человеком. Он хорошо знал художественную литературу и искусство, отлично разбирался в общих технических вопросах, упорно работал над развитием военной мысли. Так, в годы гражданской войны он самостоятельно познакомился с историей военного искусства, тактикой и стратегией, а позднее глубоко изучил труды М. И. Драгомирова по подготовке войск в мирное время.
По свидетельству Мерецкова, и после ареста Уборевича сам Сталин рекомендовал ему: "Учите войска так, как вы учили их при Уборевиче"; Мерецков пытался узнать причину его ареста: выходило, что "якобы Уборевич, как и другие военные деятели, был ненадёжен".
Генерал-полковник А. П. Покровский:

Жуков, Конев, Малиновский, Мерецков, Курасов, Маландин, Захаров. Это была школа Уборевича. Он был удивительным человеком крупных дарований. Все эти большие потом люди казались тогда такими маленькими рядом с ним. Сейчас Жуков и Конев вошли в историю, сделали очень многое, а тогда они казались рядом с этим человеком маленькими. Он учил их, они учились у него. Он был человек очень большого масштаба. Думаю, что в военной среде, так же как и во всякой другой, не каждое десятилетие рождаются такие крупные, талантливые личности. И то, что такой человек перед войной был потерян для армии, было особенно большой трагедией среди других трагедий. Это был бесподобный человек. С ним было легко работать, если ты много работал, если ты был в курсе всех военных новинок, всех теоретических новинок, если ты всё читал, за всем следил, за всеми военными журналами, за всеми книгами. И если ты с полной отдачей занимался порученным тебе участком работы. Но если ты за чем-нибудь не уследил, отстал, поленился, не прочёл, не познакомился, не оказался на уровне военной мысли, на уровне её новых шагов, если ты не полностью или не так хорошо, как нужно, выполнил возложенное на тебя поручение,— тогда берегись. Тогда с Уборевичем трудно работать. Он был очень требователен и не прощал этого. Словом, это была настоящая школа.
- «Иероним Петрович Уборевич… обладает авторитетом в среде комсостава, прекрасно мыслит оперативно, работает, совершенствуется» (Тухачевский в письме к Ворошилову, 1925 год)[22].

## Семья
- Жена — Нина Владимировна, арестована как член семьи изменника Родины, расстреляна за антисоветскую агитацию в 1941 году. Реабилитирована в 1957.

- Дочь — Мира (14 февраля 1924 — 21 февраля 2020), архитектор.
- Зять — Боровский Олег Борисович (21 декабря 1914 — 7 августа 1987), инженер-рентгенолог.
- Внуки:

- Владимир (род. 1950), архитектор, известен также как карикатурист.
- Борис (род. 1959), архитектор, профессор МАрхИ.

## Труды
1. Уборевич И. Подготовка комсостава РККА (старшего и высшего). Полевые поездки, ускоренные военные игры и выходы в поле. — М.; Л.: Госиздат, 1928. — 180 с.
2. Уборевич И. Оперативно-тактическая и авиационная военные игры. — М.; Л.: Госиздат, 1929. — 108 с.

## Память

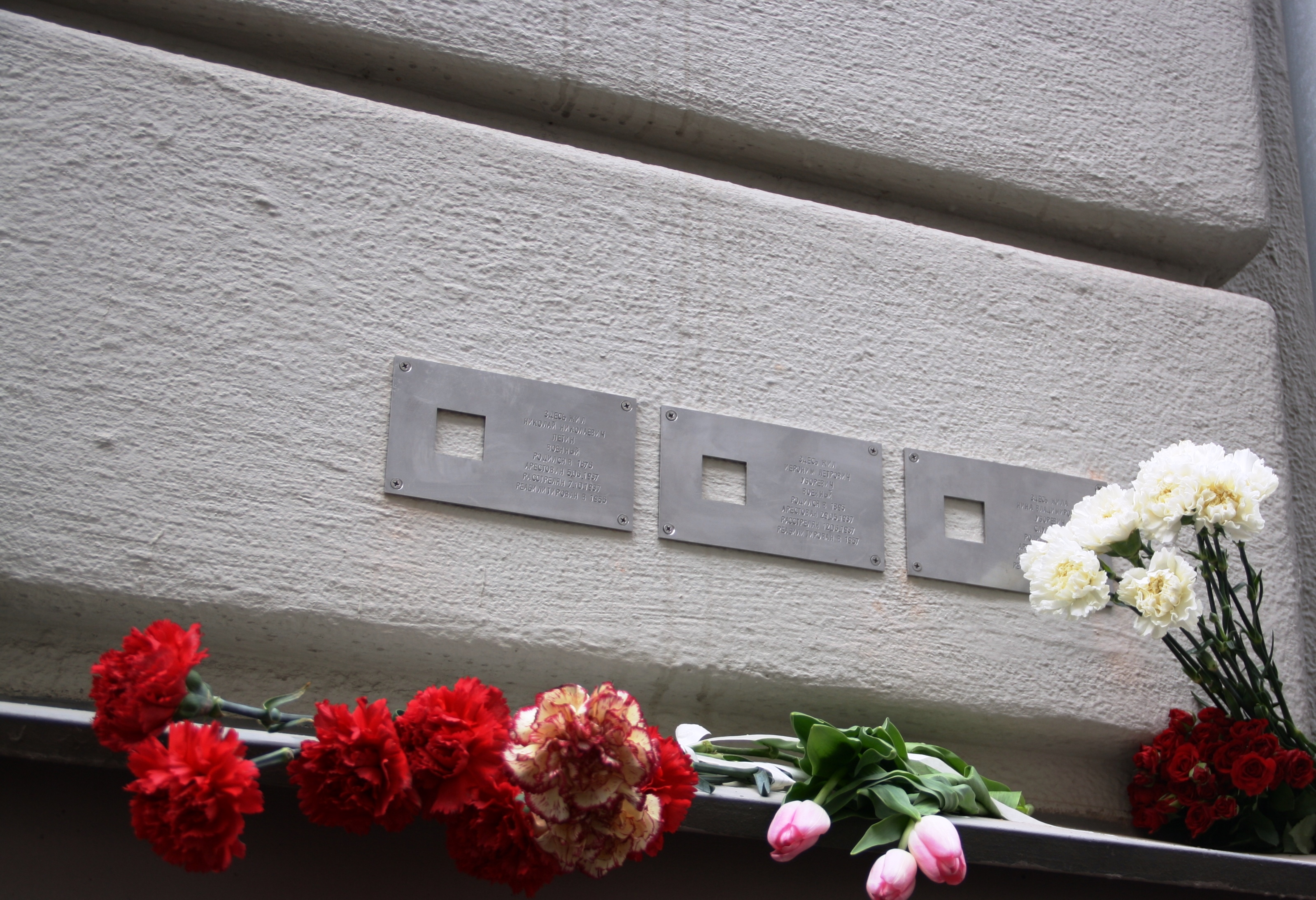
Последний адрес на доме, где жили Уборевич и его супруга

### Россия
В честь полководца названы 15 улиц в России, в том числе:
- во Владивостоке. В начале улицы установлена металлическая табличка с его портретом
- в городе Новодвинске Архангельской области
- в Плесецке Архангельской области
- в Тамбове
- в Хабаровске

### Украина
- улица Уборевича в Донецке
- улица Уборевича в Луганске
- улица Уборевича в Харькове (с 20 ноября 2015 года — улица Бучмы).

### Беларусь
- улица Уборевича в Минске[26], в микрорайоне Чижовка
- улица Уборевича в Барановичах